# 龍河洞

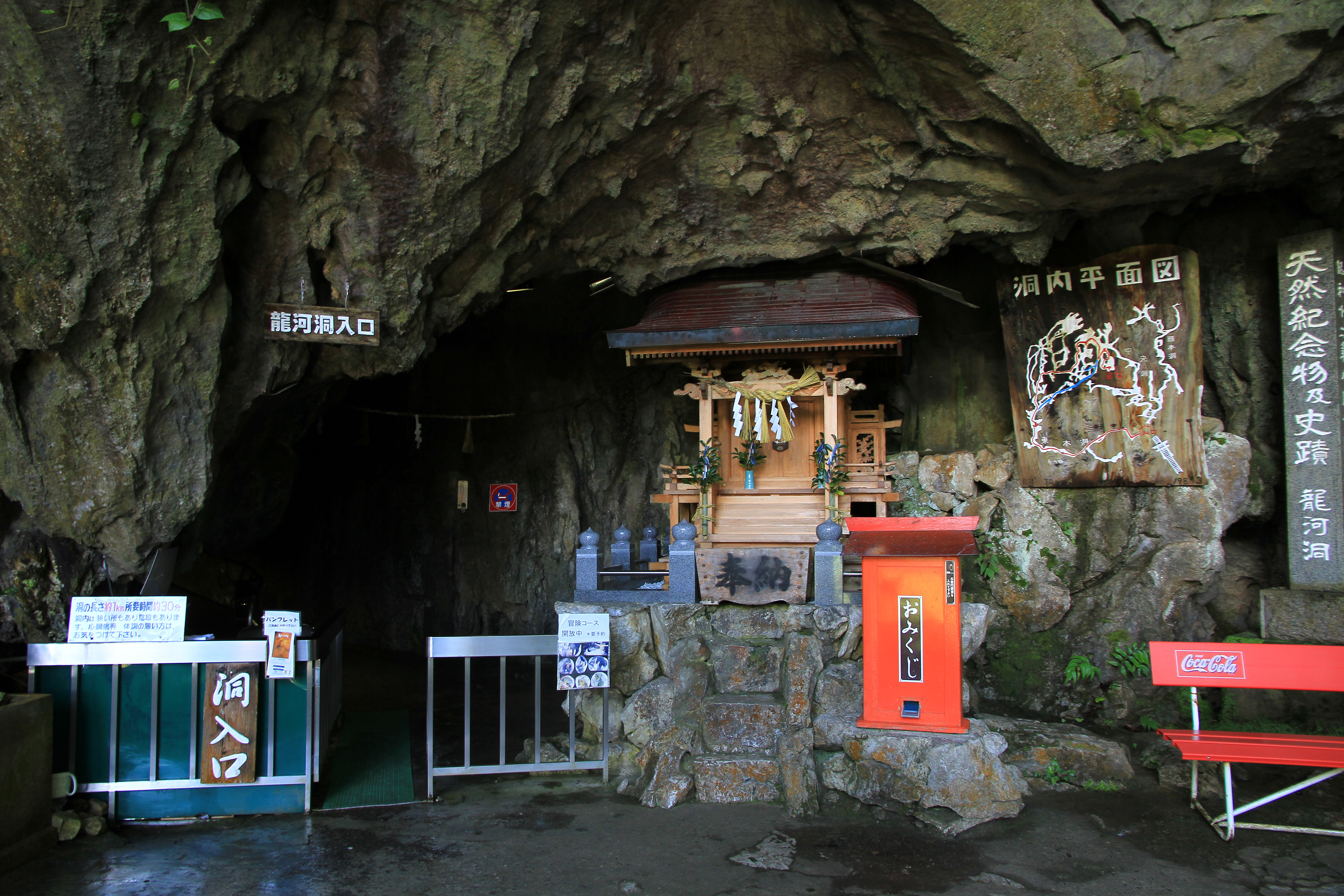
洞窟入口（東本洞）と龍王神社。

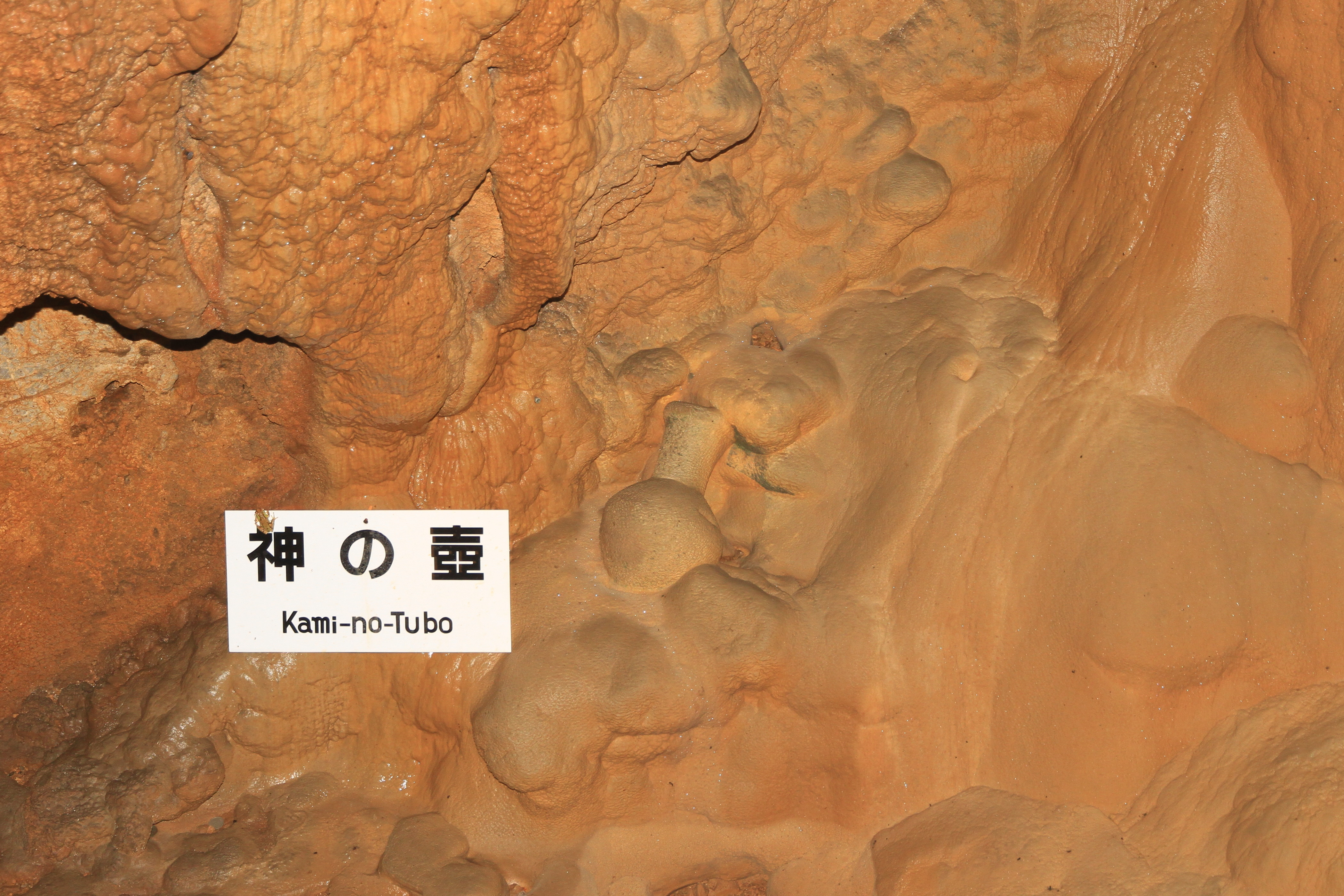
洞内にある「神の壺」。

龍河洞（りゅうがどう）は、四国中部の高知県香美市に存在する鍾乳洞である。日本三大鍾乳洞の1つに数えられる。1934年（昭和9年）に国の天然記念物および国の史跡に指定された。2007年（平成19年）には日本の地質百選）に選定されている。

## 概要
鍾乳洞の総延長約4キロメートルのうち、約1キロメートルが通常ルートとなっている。このほかに、冒険コース（見学の際には前日までに要予約）がある。珍鳥センターと龍河洞博物館が併設されている。
洞内より数十点の弥生土器、炉跡、木炭および獣骨などを発見しており、弥生時代にあって洞内に居住した痕跡がのこるとして天然記念物指定と同時に国の史跡にも指定された。
特に洞内において弥生土器が鍾乳石と一体化したものが見られ、「神の壺」と命名され龍河洞のシンボリックな存在になっている。その隣には1937年に実験のため置かれた壺があり、こちらも鍾乳石と一体化している。

## 付帯施設
- 龍河洞博物館

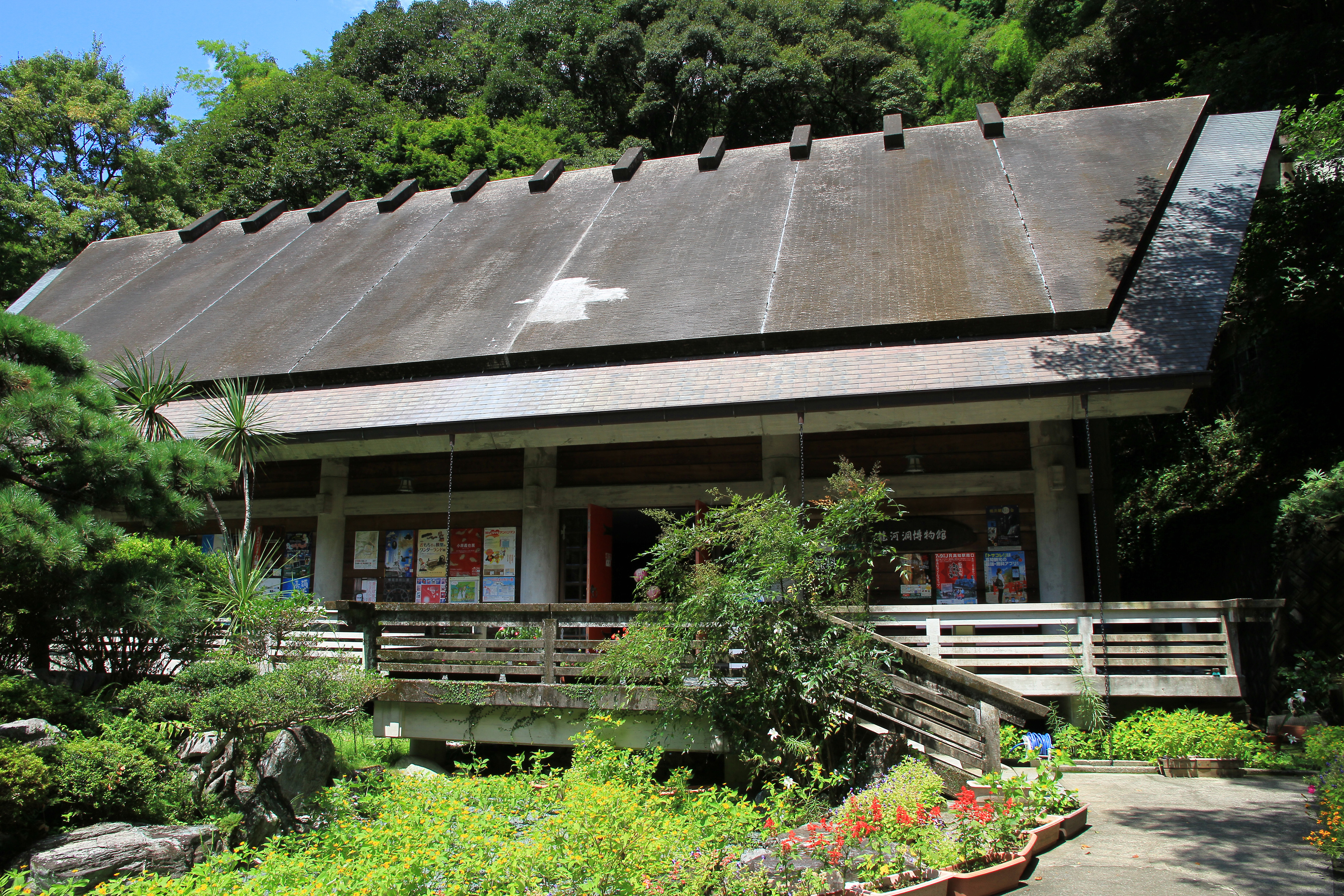
龍河洞博物館

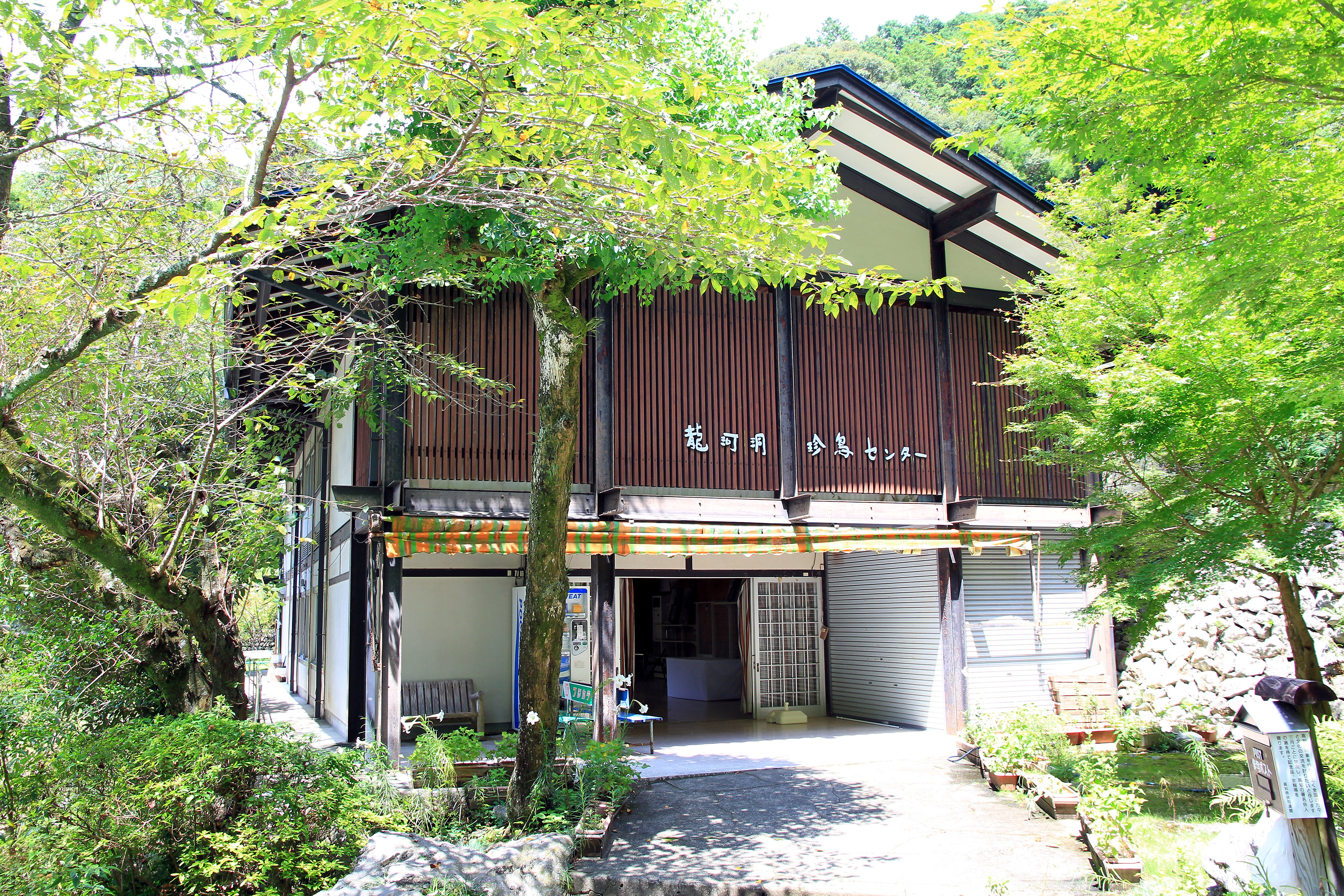
珍鳥センター

- 珍鳥センター - オナガドリをはじめとする特殊鶏を飼育・展示する。

## 所在地・交通アクセス
- 所在地 - 〒782-0005　高知県香美市土佐山田町
- 交通アクセス 
  - JR土讃線の土佐山田駅からとさでん交通「龍河洞」行きバスで20分、終点下車、徒歩直ぐ。2020年10月1日現在、土佐山田駅と龍河洞を結ぶ直通バスが1日5往復運行されている。利用する場合のダイヤは、とさでん交通に要確認のこと。タクシー利用の場合の目安は、片道15～20分、約2000円。高知自動車道南国ICより約25分。

## 周辺
- 龍河洞スカイライン
- 香美市立やなせたかし記念館
- 高知県立のいち動物公園
- 恵日寺
- 龍河温泉

## ギャラリー

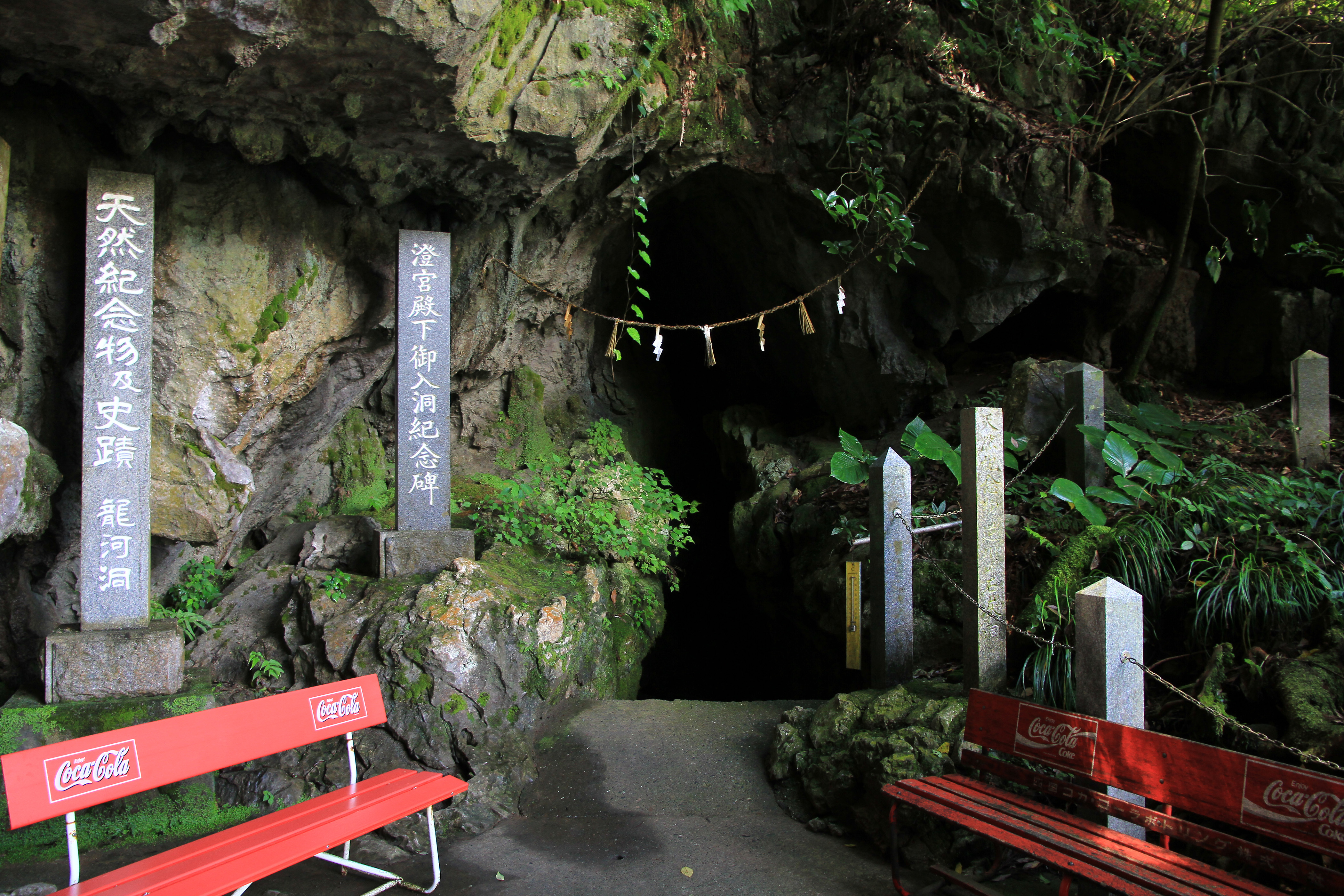
西洞入口（非公開）
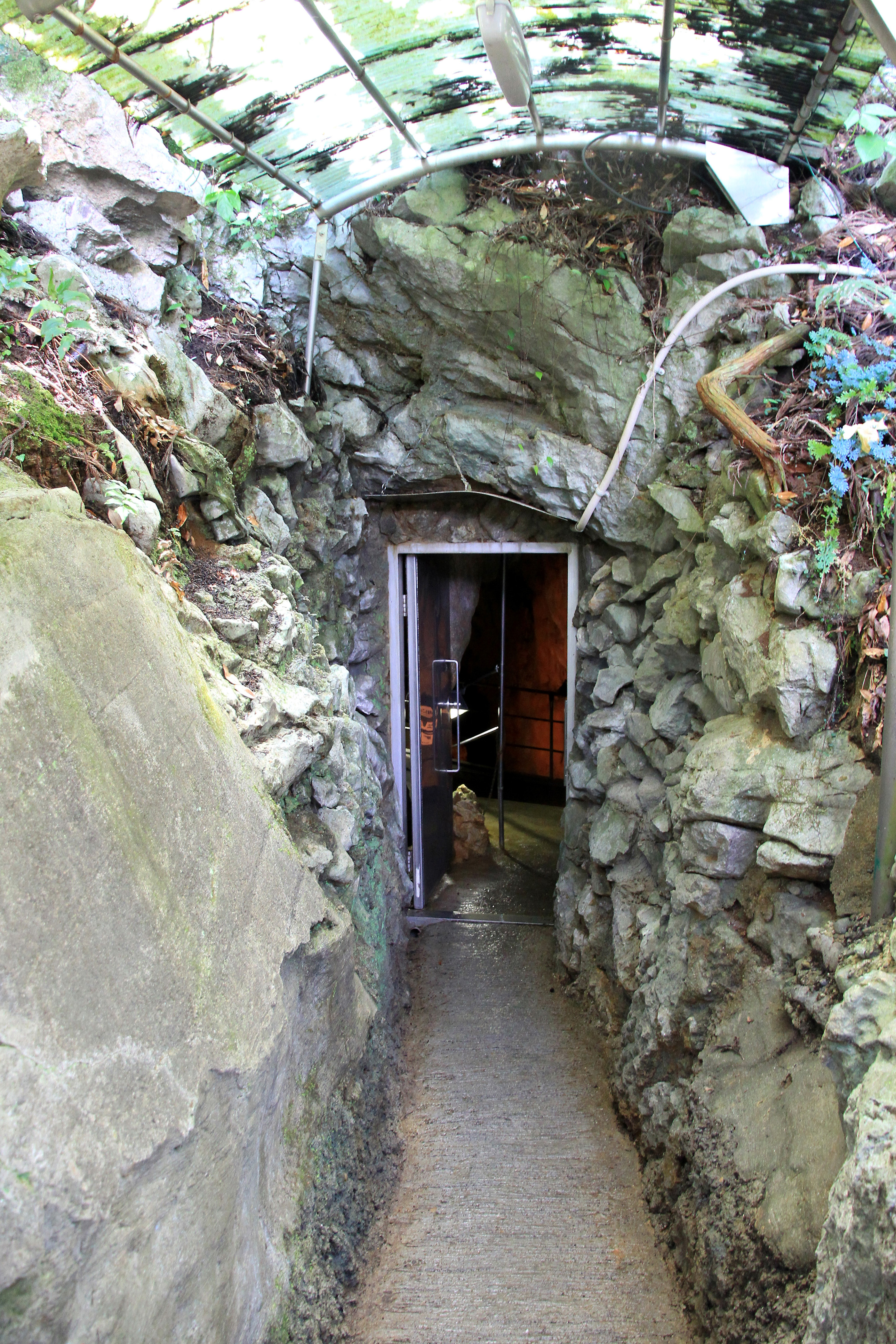
出口
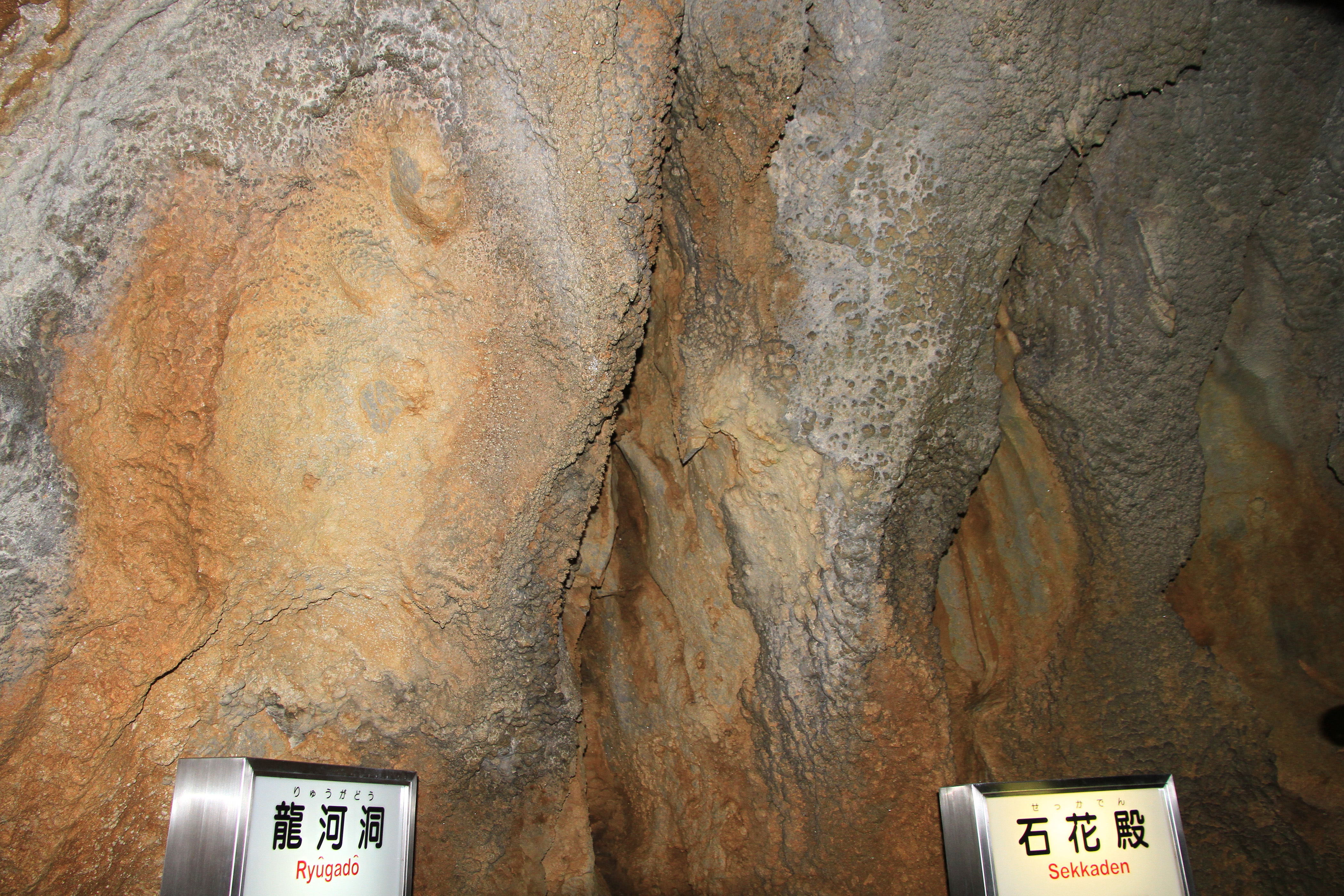
石花殿
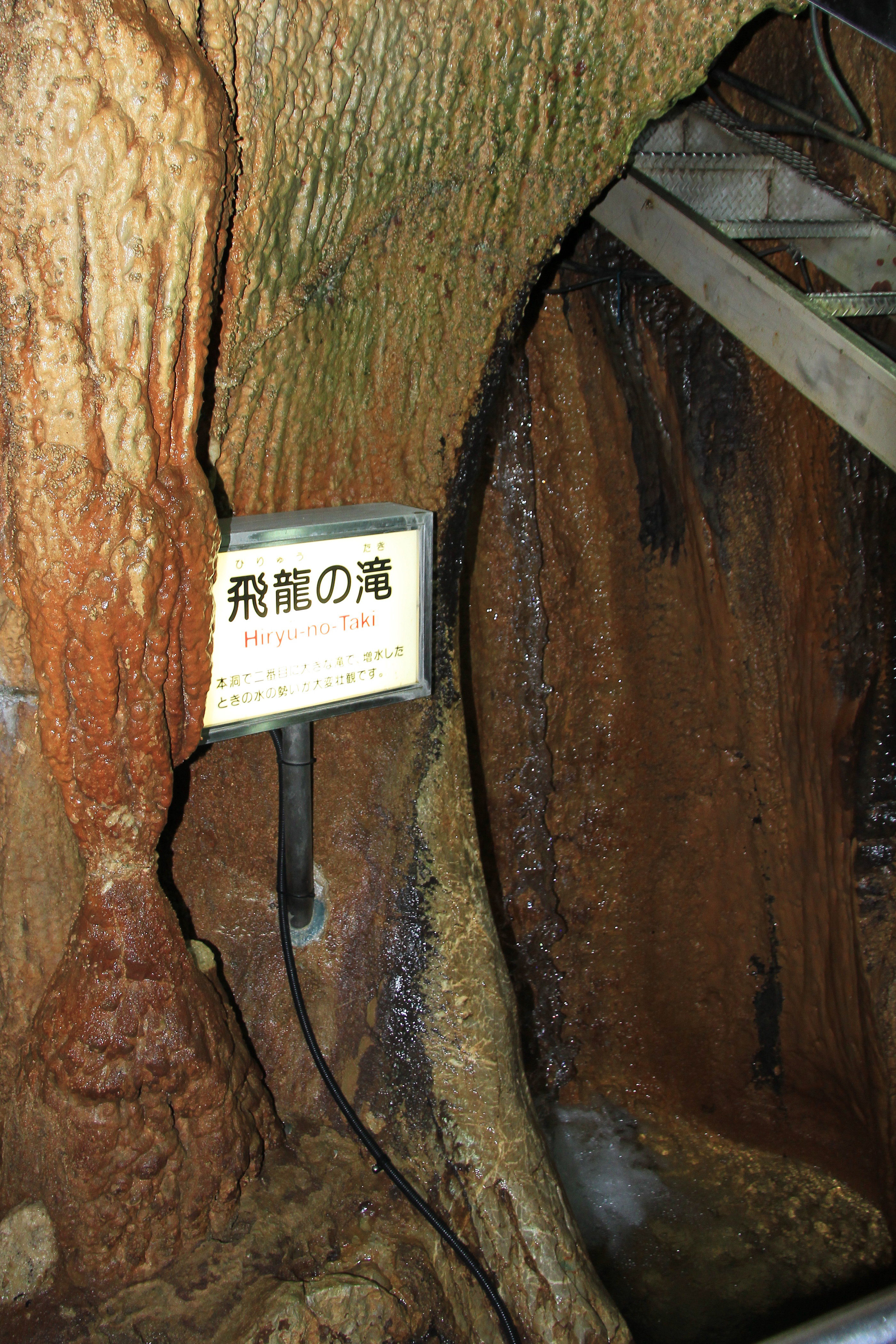
飛龍の滝
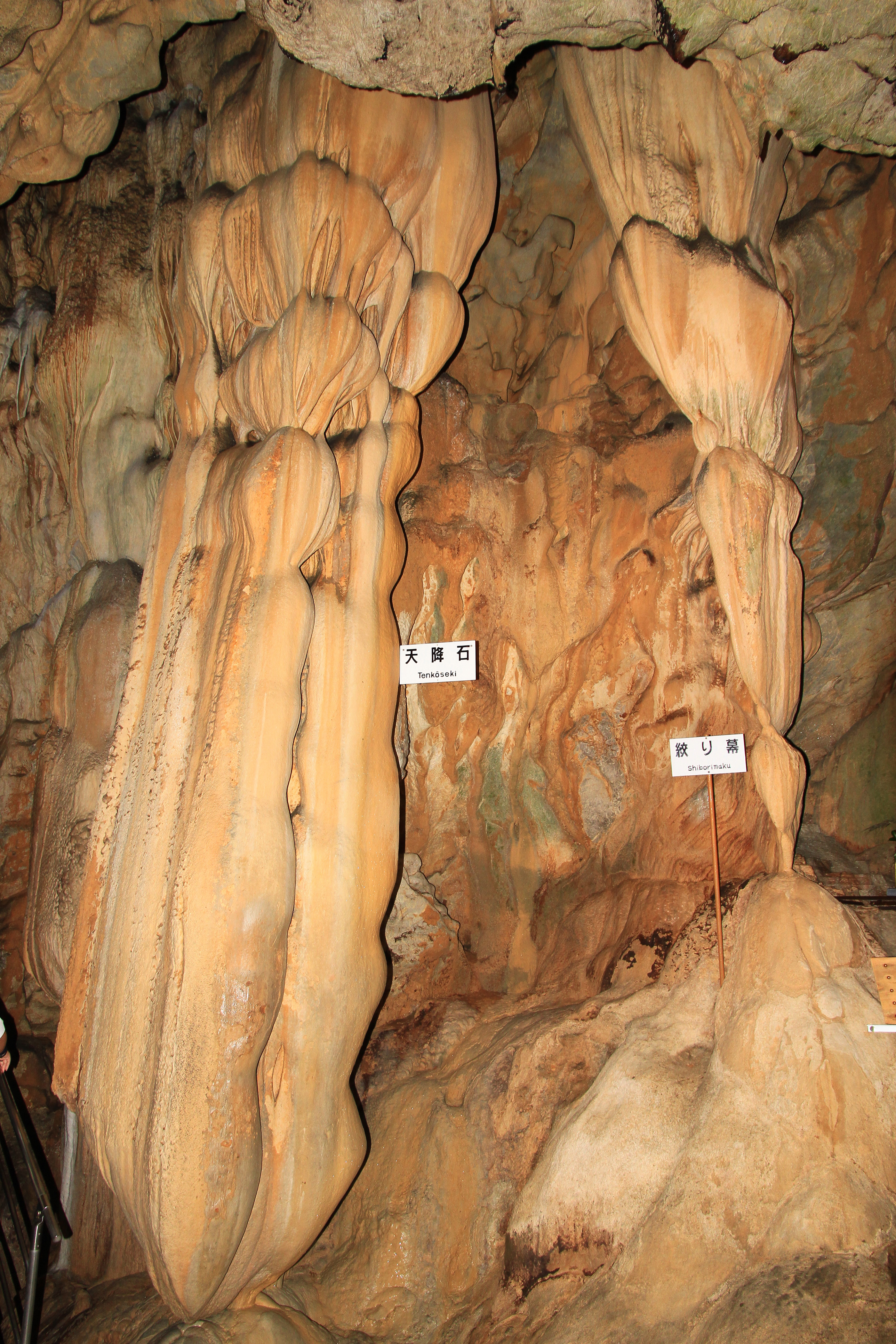
天降石と絞り幕
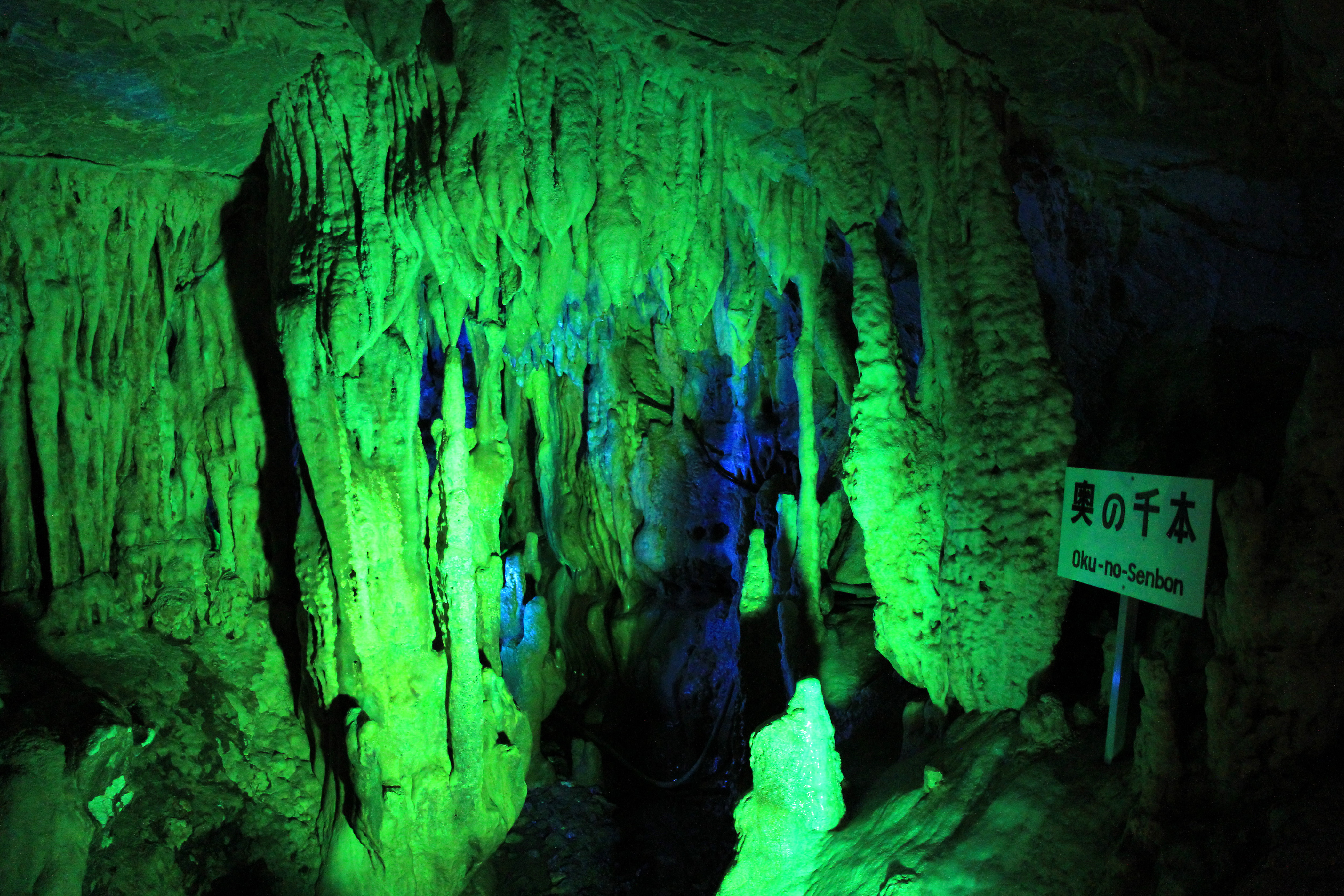
奥の千本
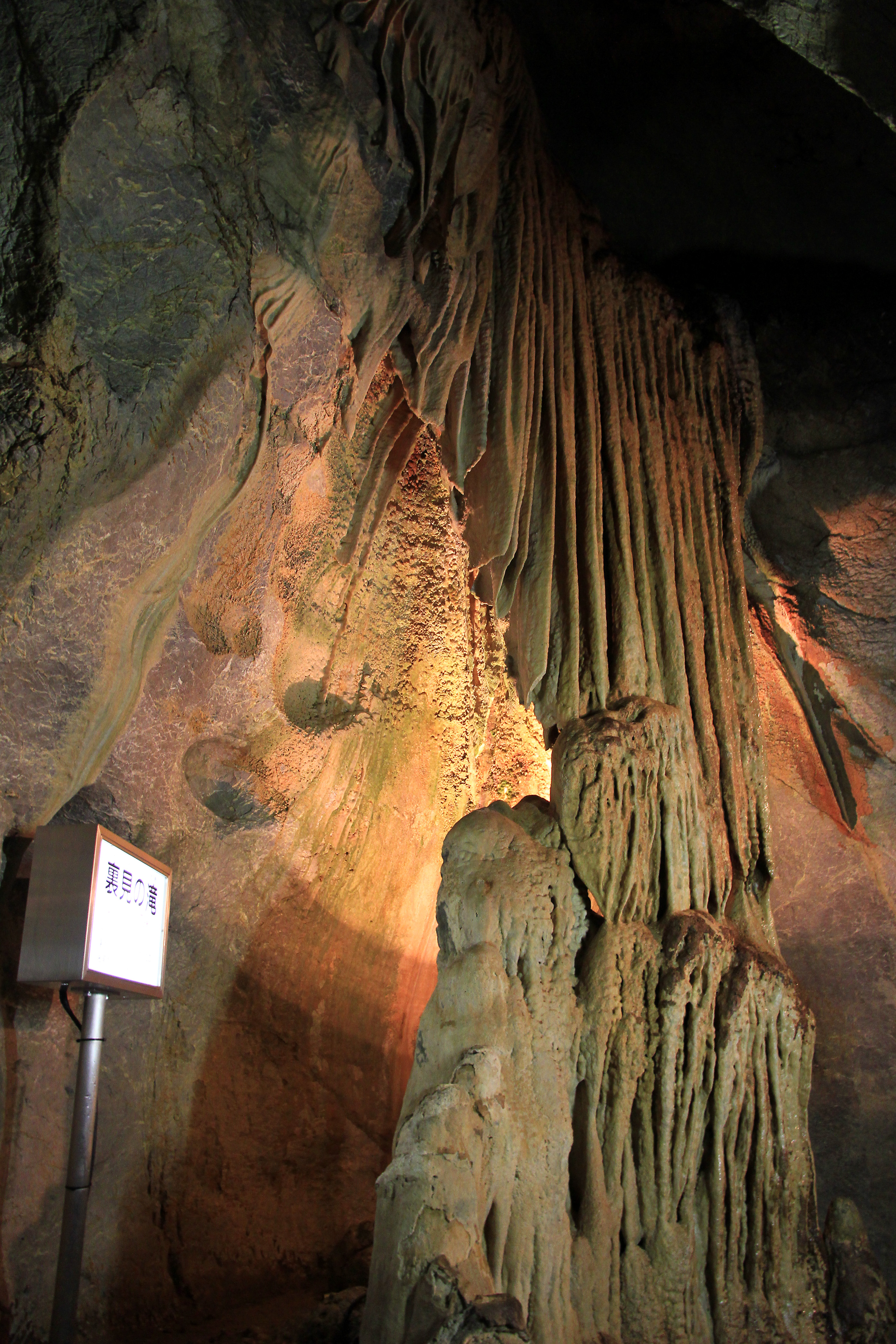
裏見の滝
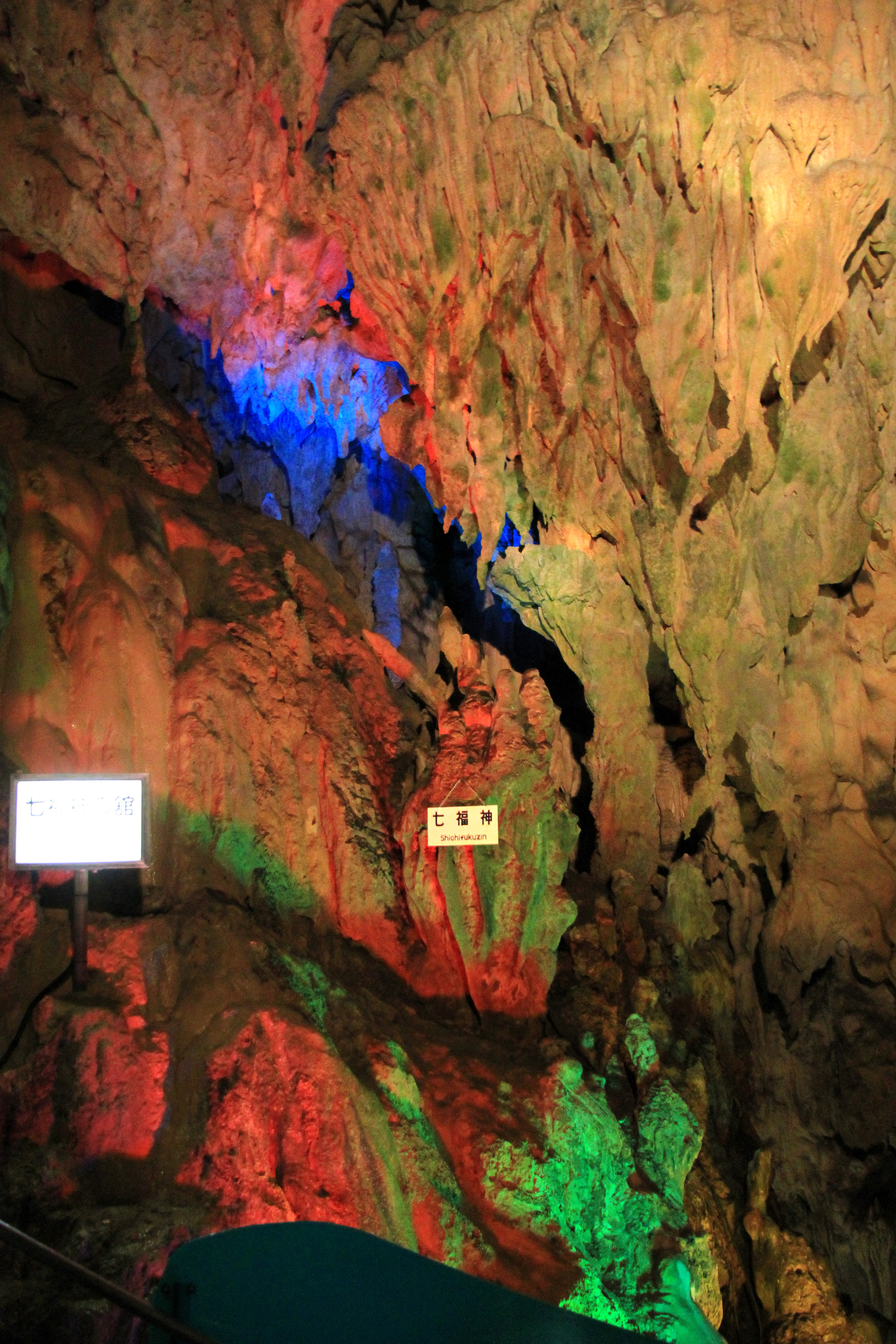
七福神の舘
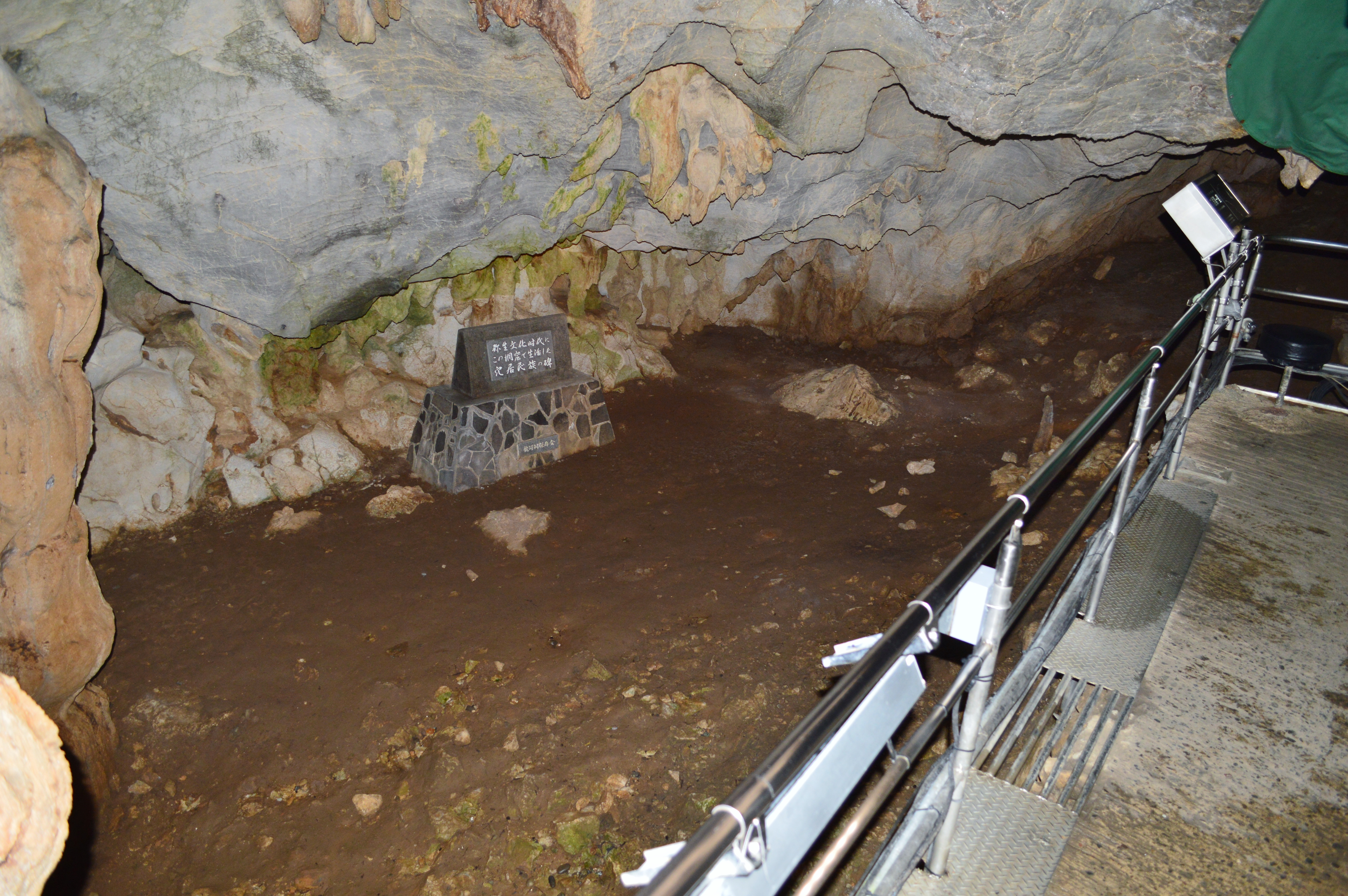
穴居第一室
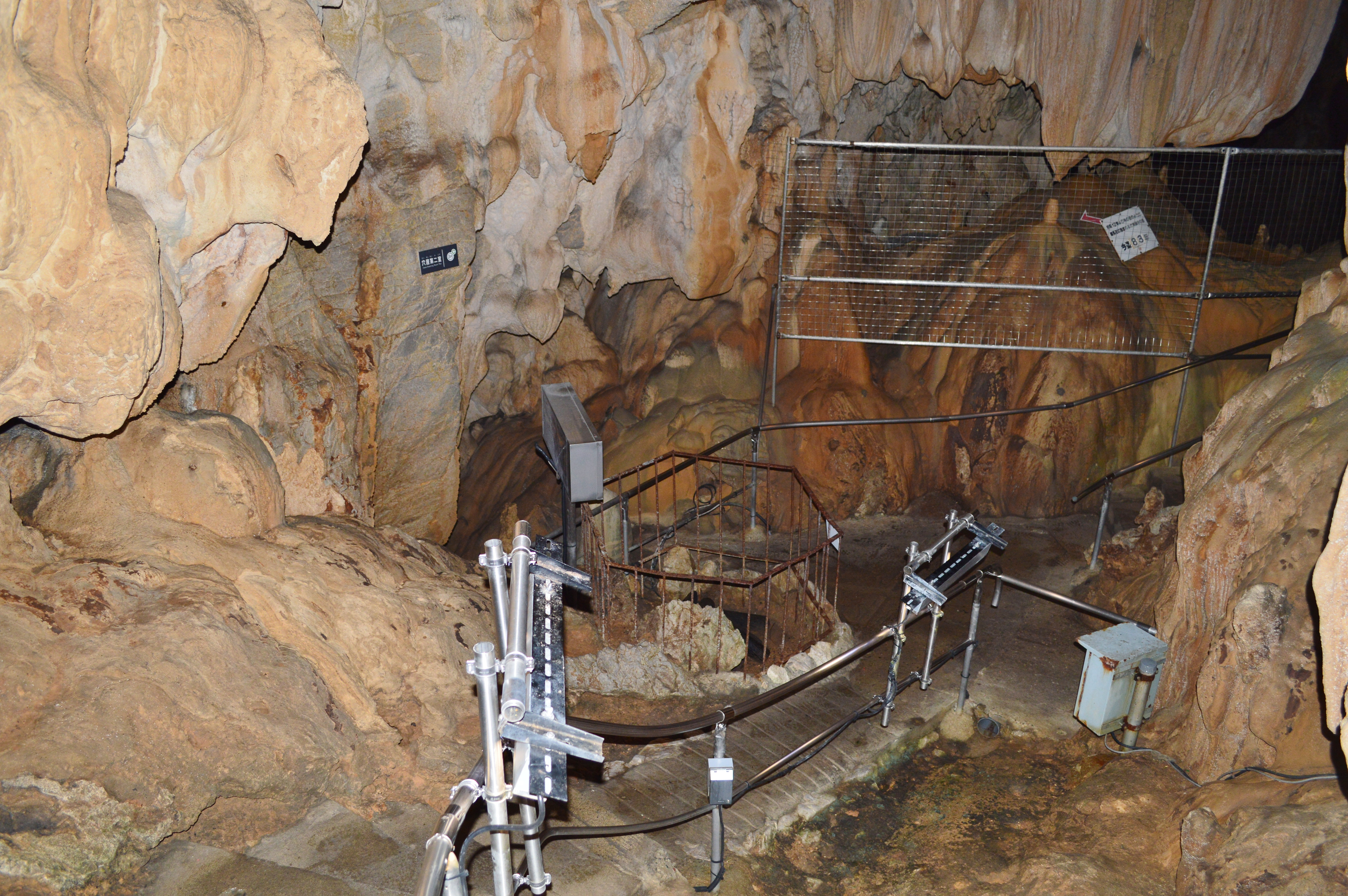
穴居第二室
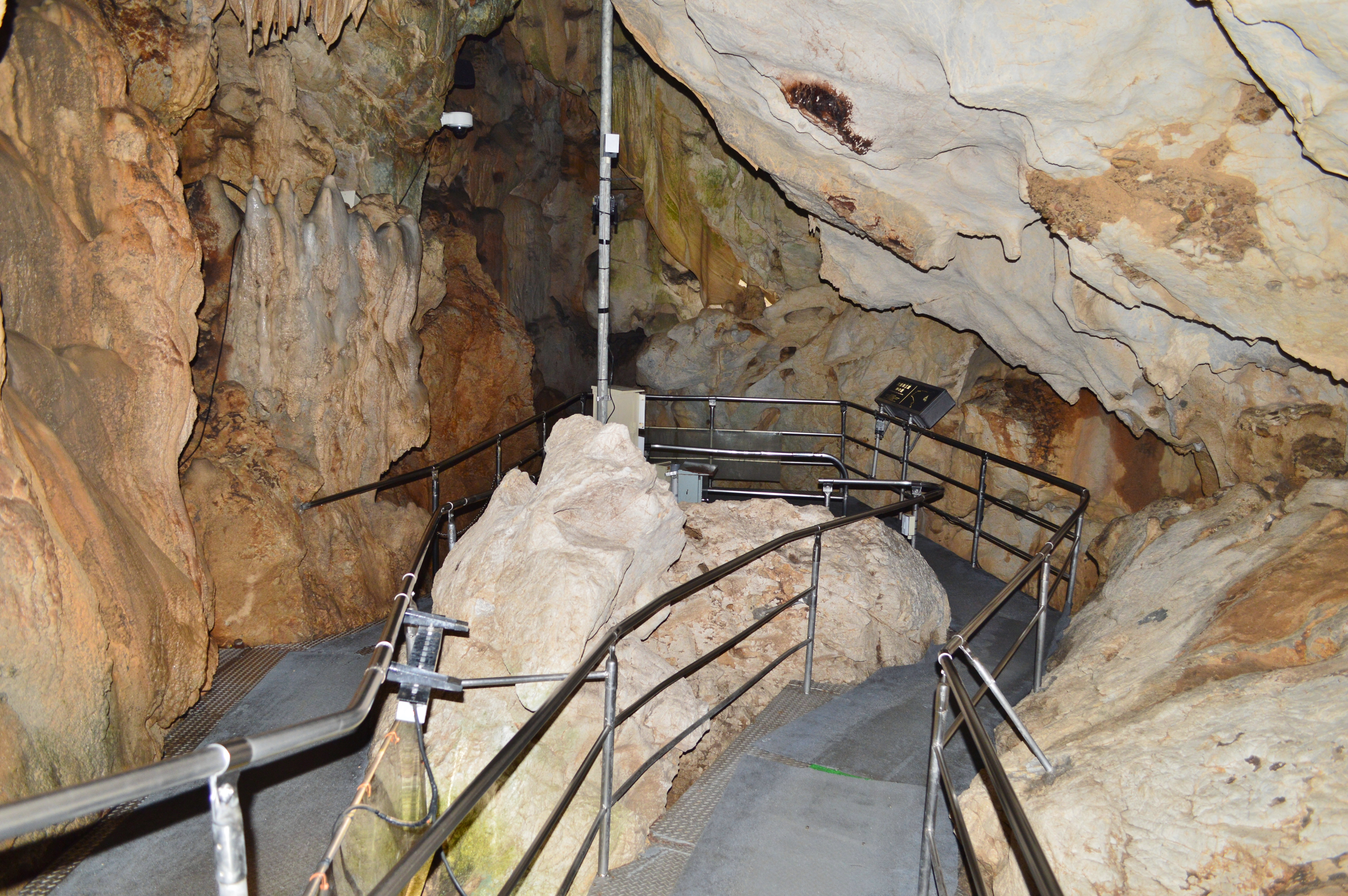
穴居第三室
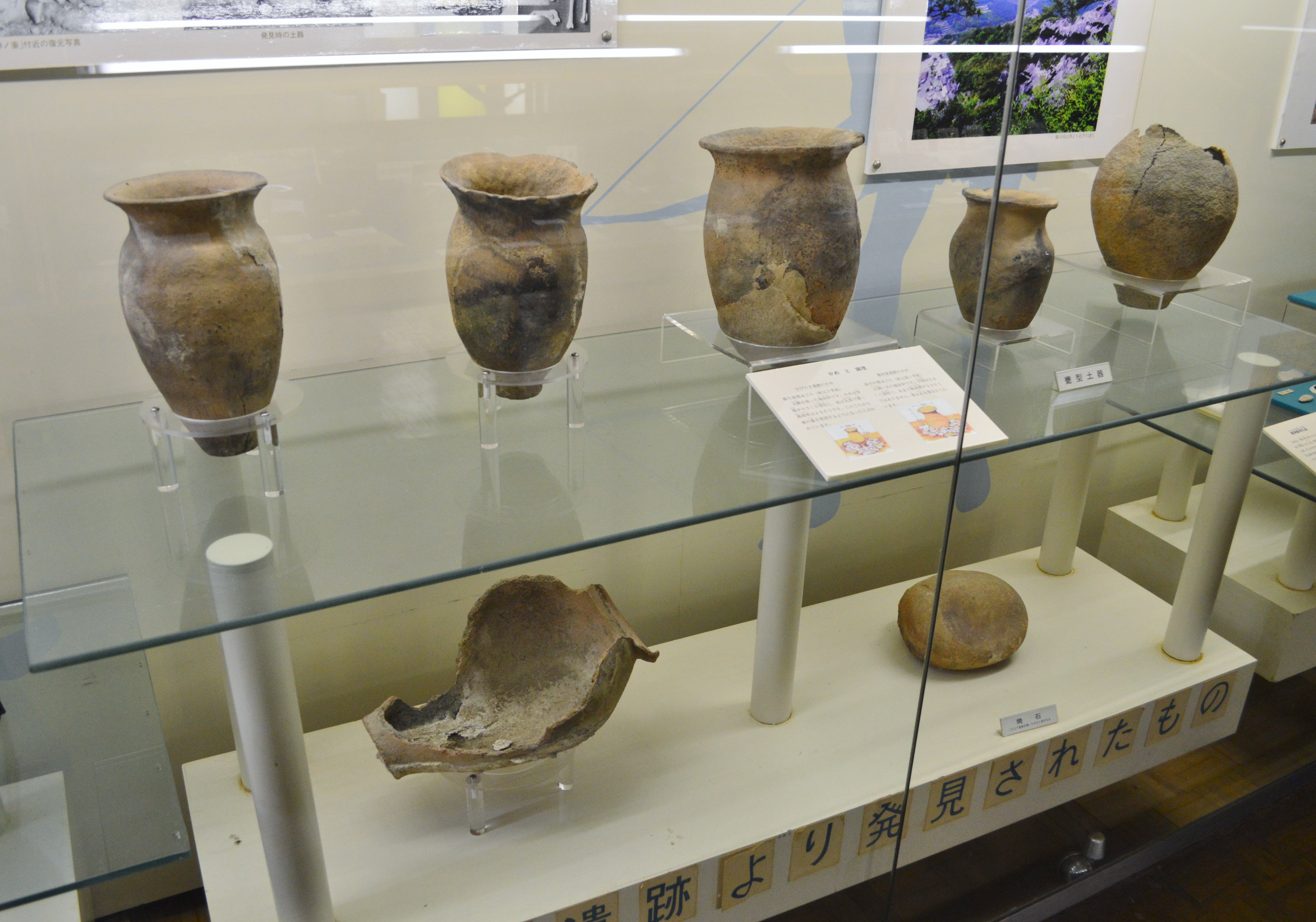
出土土器（龍河洞博物館展示）